# Downton Hall

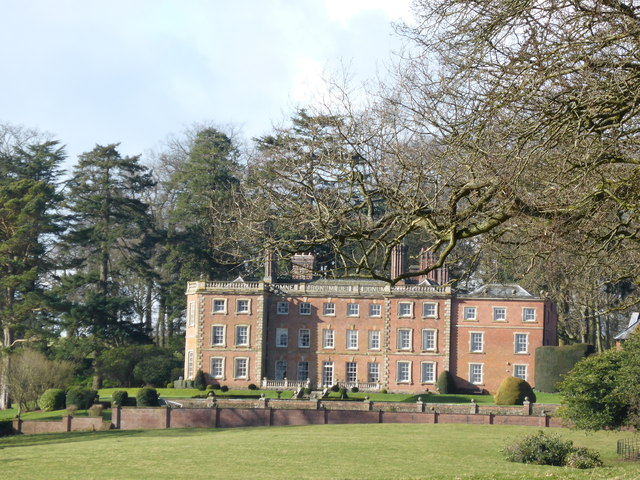
Downton Hall

Downton Hall ist ein Landhaus im Dorf Stanton Lacy bei Ludlow in der englischen Grafschaft Shropshire. Das im 18. Jahrhundert gebaute Haus, das bis heute in privater Hand ist, wurde von English Heritage als historisches Gebäude II*. Grades gelistet.
Im Jahre 1731 erbte Wredenhall Pearce das Anwesen und ließ 1733 darauf ein Landhaus errichten. Das neue Haus, das von William Smith jr. aus Warwick entworfen wurde, hat drei Stockwerke und an der Frontfassade 12 Joche, die von einer balustrierten Brüstung überragt werden. Das Haus hat eine bemerkenswerte, runde Eingangshalle mit ionischen Säulen und einem Heckenkirschenfries.
1781 heiratete Catherine Hall, Tochter und Erbin von William Pearce Hall, Sir Charles William Rouse-Boughton. 1824 wurden am Haus einige Verbesserungen durchgeführt, darunter eine neue Eingangsfront, die vom Architekten Edward Haycock sn. entworfen wurde und einen Portikus im dorischen Stil beinhaltete.
Sir Charles Henry Rouse-Boughton lebte dort 1881 mit seiner Familie und neun Dienern. Nach dem Tod dieses letzten Baronets 1963 lebte seine Tochter, Miss M. F. Rouse-Boughton weiterhin in dem Herrenhaus.